# Тарасова, Вера Яковлевна
Ве́ра Я́ковлевна Тара́сова (урождённая Хи́нчина, 1896—1988) — российский и советский живописец, график, театральный художник; художественный летописец московских театров. Была известна как художник книги и иллюстратор.

## Биография
Вера Хинчина родилась в 1896 году. Брат — математик Александр Хинчин.
Ученица Павла Чистякова. В детстве училась у Станислава Жуковского, у Ильи Машкова (1914—1917), в Студии живописи и рисования Ксаверия Чемко («Студия на Тверской») у Дмитрия Кардовского (1926—1929), заочном Полиграфическом институте (1950—1956).
Получила известность как художник книги и иллюстратор.
Долгие годы была дружна с Анной Ахматовой и Леонидом Пастернаком. Работала в Московском государственном еврейском театре (Московский ГОСЕТ) с Соломоном Михоэлсом.
Умерла в 1988 года.

## Участие в творческих и общественных организациях
- Член Союза художников СССР (с 1986)[1]

## Известные ученики
- Александр Шварц (1945—1920)